# Salomé I
Salomé (Salome, Σαλώμη) fou la filla d'Antípater l'idumeu i de la seva dona Cipros, i germana d'Herodes el Gran.
Salomé odiava amb força Mariamne I, la dona d'Herodes, de sang asmonea i quan Herodes va estar absent a Laodicea, cridat per Marc Antoni per respondre a la mort del seu cunyat Aristòbul, Salomé al seu retorn, i amb el suport de Cipros, va acusar Mariamne d'adulteri amb Josep, l'oncle i marit de Salomé, que Herodes deixat encarregat de la custòdia de Mariamme durant la seva absència; Josep fou executat i Mariamne ho va ser pocs anys després (29 aC).
A la mort de Josep, Salomé es va casar amb Costabarus, un noble idumeu que Herodes va nomenar governador d'Idumea i Gaza. Aviat Costabarus fou descobert en conspiració amb Cleòpatra la reina d'Egipte a la que va oferir traslladar el seu reconeixement si Marc Antoni el feia sobirà d'Idumea; va salvar la vida per la intervenció de Salomé i Cipros; un temps després Salomé i el seu marit es van divorciar per iniciativa d'ella (en contra de la llei jueva, que no permetia a la dona decidir sobre això) i aviat fou executat acusat d'haver mantengut els seus plans de traïció (26 aC)
Salomé també va lluitar contra els fills de Mariamme I, Alexandre i Aristòbul i va provar de convèncer a la seva germanastra Berenice, que estava casada amb Aristòbul.
Per un temps Salomé va estar enemistada amb Herodes, que sospitava amb raó que l'havia posat en contra del seu propi fill Alexandre i contra la seva esposa Glafira i per la passió per Sileu, ministre d'Obodes el rei dels nabateus i ambaixador nabateu a la cort jueva. Però amb el temps Salomé va recuperar la influència sobre el seu germà i Salomé va poder tornar a calumniar a Alexandre que fou empresonat acusat de traïció contra Salomé i Ferores, i que va culminar amb la mort del príncep el 6 aC.
Per orde del seu germà, es va casar (terceres noces) amb Alexes, un cortesà, segurament contra la seva voluntat.
A la mort d'Herodes, Salomé va rebre la possessió de les ciutats de Jamnia, Azotus i Faselis i una gran quantitat de diners, a tot el qual August va afegir un palau a Ascaló. Va morir entre el 10 i el 13 i va deixar les seves possessions a l'emperadriu Lívia Drusil·la, l'esposa d'August.